# شراب تابستانی
شراب تابستانی یا «سامر واین» (به انگلیسی: Summer Wine) ترانه‌ای از لی هِیزِل‌وود است که  آن‌را نخستین بار، ۱۹۶۶، او و سوزی جِین هُکِم اجرا کردند. اما ۱۹۶۷ و پس‌ازآن‌که هیزل‌وود و نانسی سیناترا  آن را اجرا کردند، معروف شد.
این ترانه، روایتی است از یک زن و مرد (به‌ترتیب با صدای سیناترا و هیزل‌وود)، که در ملاقات‌شان، توجه زن به مهمیزهای نقره‌ای مرد جلب می‌شود. زن وی را  به نوشیدن شراب تابستانی‌اش دعوت می‌کند. پس‌ازآن‌که مرد از خماری سنگین در می‌آید، پی می‌برد که زن، مهمیزها و پول‌ش را دزدیده‌است.
خوانندگان دیگری هم «سامر واین» را بازخوانده‌اند که از آن‌ها می‌توان دمیس روسس، بونو (خوانندهٔ یوتو) و د کُرز را نام برد. ۲۰۰۸، ویل والو (خوانندهٔ هیم) و ناتالی آولون نسخهٔ جدیدی از «سامر واین» را-به‌عنوان موسیقی متن فیلم آلمانی زندگی وحشی-بازخواندند، که چهارمین تک‌آهنگ پرفروش آلمان شد و با فروش بیش از ۳۰۰٫۰۰۰ نسخه، از بی‌اِف‌اِم‌آی گواهی‌نامهٔ پلاتین گرفت. لانا دل ری خواننده آمریکایی، نیز ۲۰۱۳، کاور این ترانه را با دوست‌پسرش در یوتیوب منتشر کرد.